# Kulturzentrum San Clemente (Toledo)
Das Kulturzentrum San Clemente in Toledo des Provinzrates von Toledo (Diputación de Toledo) beherbergt das Museum, die Bibliothek und eine Restaurierungsabteilung.

## Gebäude
Das Kulturzentrum ist Teil des im 12. Jahrhundert erbauten Zisterzienserinnenklosters San Clemente mit zwei Innenhöfen und zwei überlappenden Stockwerken, die mit Rundbögen und Architraven versehen sind. Gestützt werden dieselben von gemeißelten Steinsäulen. Im 16. Jahrhundert wurden verschiedene Renovationen vorgenommen, um die platereske Decke des Architekten Alonso de Covarrubias hervorzuheben, diese dient heute noch als Eingang. Das Zentrum wurde im Jahr 2000 renoviert und beherbergt heute zehn Ausstellungsräume für zeitgenössische Kunst, die Bibliothek der Diputación, eine Restaurierungsabteilung sowie das Studienzentrum Juana de Mariana.

## Ausstellungen
Das Museum verfügt über eine eigene Sammlung zeitgenössischer Kunst und präsentiert Wechselausstellungen regionaler wie auch internationaler Künstler und Künstlergruppen, unter anderem die Ausstellung "Todo empezo así ... Warhol in Toledo" des  Pop Art Exponenten  Andy Warhol (2017).
Im Jahr 2019 präsentierte das Museum eine Ausstellung zum Thema Natur mit Werken aus dem Naturkundemuseum, eine über den Hyperrealisten Julián Orgaz Zazo, die Serien "Armas y Almas" von Daniel Garbade, und die Jagdbilder mit Miguel Delibes des Fotografen Francisco Ontañón.